# Royston (Hertfordshire)
Pour les articles homonymes, voir Royston.
Royston est une ville du Hertfordshire, en Angleterre, en Grande-Bretagne. Elle est située dans le nord du comté, non loin de la frontière avec le Cambridgeshire. Administrativement, elle relève du district du North Hertfordshire.
Elle est située sur le méridien de Greenwich, à 69 km au nord du centre de Londres, dans une zone rurale. Au recensement de 2011, elle comptait 15 781 habitants.

## Jumelages
| Ville | Ville    | Pays | Pays   | Période     |
| ----- | -------- | ---- | ------ | ----------- |
|       | La Loupe |      | France | depuis 1986 |